# Ehrenmedaille der Landeshauptstadt Dresden
Die Ehrenmedaille der Landeshauptstadt Dresden ist die nach der Ehrenbürgerwürde höchste Auszeichnung der sächsischen Landeshauptstadt Dresden.
Der Dresdner Stadtrat beschloss im Jahr 1999 die Stiftung der Ehrenmedaille der Landeshauptstadt Dresden. Verliehen wird sie an einem 31. März, dem Tag der ersten urkundlichen Erwähnung Dresdens im Jahr 1206. Es wurde festgelegt, dass nicht mehr als 25 lebende Personen Träger der Ehrenmedaille sein dürfen.
Sie dient laut Satzung  der Ehrung von Personen, die sich „um das gesellschaftliche, politische, kulturelle, religiöse, soziale oder wirtschaftliche Leben in der Stadt Dresden in besonderer Weise verdient gemacht oder durch ihr Wirken das Ansehen der Stadt Dresden gemehrt haben“. Der Stadtrat entscheidet in einer nicht-öffentlichen Sitzung über die Vergabe.

## Träger der Ehrenmedaille
- Karlheinz Drechsel (2004), Mitbegründer des Internationalen Dixieland Festivals Dresden[2]
- Gerhard Glaser (2005), sächsischer Landeskonservator[3]
- Siegfried Reimann (2005), Vorsitzender des Fördervereins Bau der Synagoge in Dresden[3]
- Alan Russell (2006), Gründer und Präsident des Dresden Trust[4][5]
- Marian Sobkowiak (2010), Initiator der mit Spendengeldern aus Gostyń finanzierten Flammenvase für den Wiederaufbau der Dresdner Frauenkirche[6]
- Joachim Schlese (2010), Mitbegründer und langjähriger Leiter des Internationalen Dixieland Festivals Dresden[6]
- Nora Lang (2017), Interessengemeinschaft „13. Februar 1945“ e. V., Engagement für Frieden, Versöhnung und Menschenrechte[7]
- Frank Richter (2017), Theologe, war bis 2016 Direktor der Sächsischen Landeszentrale für politische Bildung und eine der prägenden Personen der friedlichen Revolution 1989[7]
- Nora Goldenbogen (2017), Lehrerin und Historikerin, seit 2003 Vorsitzende der Jüdischen Gemeinde zu Dresden, engagiert in der Bildungs- und Versöhnungsarbeit[7]
- Ernst Hirsch (2017), Regisseur und Kameramann, langjähriger Porträtist Dresdens. Seine zahlreichen Filme über Dresden bilden ein einzigartiges filmisches Archiv.[7]
- Roland Kaiser (2017), Schlagersänger[7]